# Mbangue II
Mbangue II est un village de la Région du Littoral au Cameroun, situé dans la commune de Dibombari, sur la route reliant qui part de Yassouka.

## Population et développement
En 1967, la population de Mbangue II était de 47 habitants, essentiellement des Bakoko. Elle était de 13 lors du recensement de 2005.